# Bléquin
Pour les articles homonymes, voir Bléquin (homonymie).
Bléquin est une commune française située dans le département du Pas-de-Calais en région Hauts-de-France. Ses habitants sont appelés les Bléquinois. La commune est membre de la communauté de communes du Pays de Lumbres.
Le territoire de la commune est situé dans le parc naturel régional des Caps et Marais d'Opale.

## Géographie

### Localisation
Localisée dans le centre du département du Pas-de-Calais, Bléquin est une commune drainée par le Bléquin et située, à vol d'oiseau, à 10 km au sud-ouest de la commune de Lumbres et à 21 km au sud-ouest de la commune de Saint-Omer (chef-lieu d'arrondissement).
Le territoire de la commune est limitrophe de ceux de cinq communes.
Les communes limitrophes sont Seninghem, Ledinghem, Lottinghen, Nielles-lès-Bléquin et Senlecques.

### Géologie et relief
La superficie de la commune est de 8,69 km2 ; son altitude varie de 98  à   208 mètres.

### Hydrographie
Le territoire de la commune est situé dans le bassin Artois-Picardie.
Il est traversé par le Bléquin, d'une longueur de 16,18 km, qui prend sa source dans la commune de Lottinghen et se jette dans l'Aa au niveau de la commune de Lumbres.
Le Bléquin a donné son hydronyme aux communes de Bléquin et Nielles-lès-Bléquin.

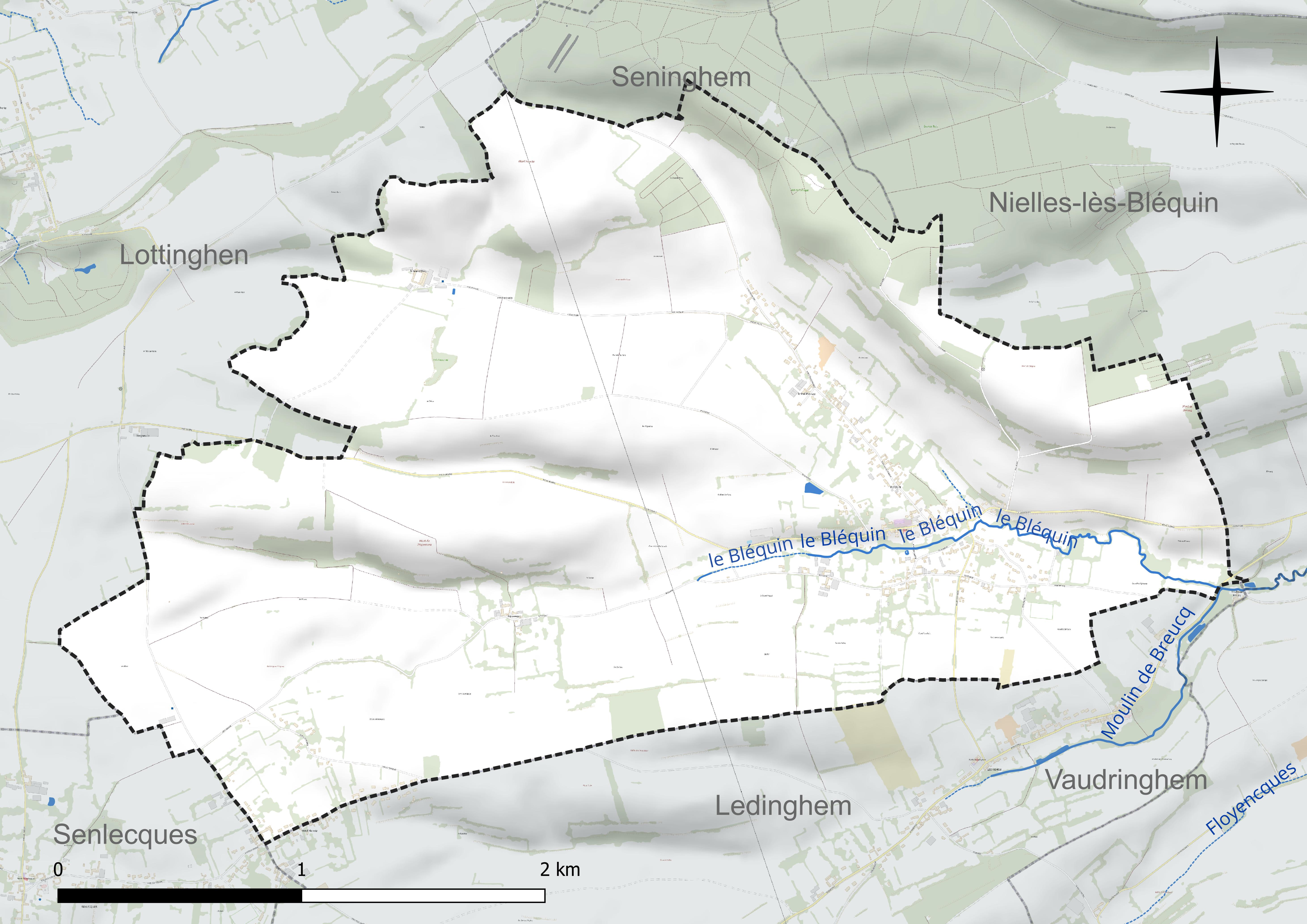
Réseau hydrographique de Bléquin.

### Climat
Pour des articles plus généraux, voir Climat des Hauts-de-France et Climat du Pas-de-Calais.
En 2010, le climat de la commune est de type climat océanique franc, selon une étude du CNRS s'appuyant sur une série de données couvrant la période 1971-2000. En 2020, Météo-France publie une typologie des climats de la France métropolitaine dans laquelle la commune est exposée à un climat océanique et est dans la région climatique Côtes de la Manche orientale, caractérisée par un faible ensoleillement (1 550 h/an) ; forte humidité de l’air (plus de 20 h/jour avec humidité relative > 80 % en hiver), vents forts fréquents.
Pour la période 1971-2000, la température annuelle moyenne est de 10 °C, avec une amplitude thermique annuelle de 13,6 °C. Le cumul annuel moyen de précipitations est de 947 mm, avec 13,1 jours de précipitations en janvier et 8,7 jours en juillet. Pour la période 1991-2020, la température moyenne annuelle observée sur la station météorologique la plus proche, située sur la commune de Nielles-lès-Bléquin à 3 km à vol d'oiseau, est de 10,6 °C et le cumul annuel moyen de précipitations est de 976,9 mm,. Pour l'avenir, les paramètres climatiques de la commune estimés pour 2050 selon différents scénarios d'émission de gaz à effet de serre sont consultables sur un site dédié publié par Météo-France en novembre 2022.
| Mois                                  | jan.           | fév.           | mars          | avril         | mai           | juin          | jui.          | août          | sep.          | oct.          | nov.          | déc.          | année      |
| ------------------------------------- | -------------- | -------------- | ------------- | ------------- | ------------- | ------------- | ------------- | ------------- | ------------- | ------------- | ------------- | ------------- | ---------- |
| Température minimale moyenne (°C)     | 1,8            | 1,9            | 3,5           | 5,5           | 8,1           | 10,9          | 12,9          | 13,2          | 11            | 8,6           | 5,3           | 2,8           | 7,1        |
| Température moyenne (°C)              | 4              | 4,4            | 6,7           | 10            | 12,6          | 15,3          | 17,5          | 17,7          | 15,1          | 11,7          | 7,7           | 5,1           | 10,6       |
| Température maximale moyenne (°C)     | 6,3            | 7              | 10            | 14,4          | 17            | 19,7          | 22,2          | 22,2          | 19,2          | 14,8          | 10,1          | 7,3           | 14,2       |
| Record de froid (°C) date du record   | −12,2 18.01.13 | −14,4 04.02.12 | −6,9 01.03.18 | −2,6 07.04.08 | −0,1 14.05.10 | 3,6 14.06.12  | 6,6 01.07.08  | 7,5 24.08.14  | 4,7 29.09.22  | −0,3 23.10.07 | −6,2 29.11.10 | −9,5 18.12.10 | −14,4 2012 |
| Record de chaleur (°C) date du record | 15 01.01.22    | 17,4 24.02.21  | 23,1 31.03.21 | 25 19.04.18   | 27,3 21.05.20 | 32,8 21.06.17 | 40,8 25.07.19 | 35,5 09.08.20 | 32,1 05.09.13 | 28,3 01.10.11 | 21,2 01.11.15 | 15 19.12.15   | 40,8 2019  |
| Précipitations (mm)                   | 88,9           | 78,4           | 68,9          | 43,6          | 58,1          | 58,1          | 67            | 85,5          | 78,3          | 100,9         | 127,4         | 121,8         | 976,9      |

### Paysages
Pour un article plus général, voir Paysage en France.
La commune s'inscrit dans les « paysages des hauts plateaux artésiens » tels qu'ils sont définis dans l'atlas de paysages de la région Nord-Pas-de-Calais, conçu par la direction régionale de l'Environnement, de l'Aménagement et du Logement (DREAL),.
Les « paysages des hauts plateaux artésiens », qui concernent 77 communes du Pas-de-Calais, se situent à l'extrémité ouest des collines de l'Artois qui traversent le Pas-de-Calais d'Arras au Boulonnais. L'altitude de ces paysages dépassent les 180 mètres. Ces dimensions sont modestes, d'une quinzaine de kilomètres du sud-est au nord-ouest et d'une vingtaine de kilomètres dans sa dimension la plus grande.
Les « paysages des hauts plateaux artésiens », appelés aussi « Haut Artois », se caractérisent par trois ensembles écopaysagers : 
- l'ensemble mésophile ouvert du plateau artésien calcaire ;
- l'ensemble alluvial des fonds de vallée de la Lys et de l'Aa ;
- l'ensemble calcicole des versants calcaires des vallées[12].

Le « Haut Artois » dispose d'une importante densité de corridors biologiques bien interconnectés.
Dans le « Haut Artois », pas de villes, c'est une des rares terres rurales de la région, les communes les plus importantes sont, du nord au sud, Lumbres, Fauquembergues et Fruges. Le « Haut Artois », drainé par l'Aa et la Lys, constitue le sommet de l'anticlinal artésien, paysage ventée, froid et aux précipitations importantes qui en font le château d'eau régional.
Leș cultures représentent 59,66 % des sols, les prairies 29,96 %, les forêts et milieux semi-naturels de 6,81 %, les espaces artificialisés 6,09 % avec les communes principales de Lumbres, Fruges et Fauquembergues, les espaces industriels 0.41 % et les cours d'eau et plans d'eau 0.08 %.

### Milieux naturels et biodiversité

#### Espace protégé
La protection réglementaire est le mode d’intervention le plus fort pour préserver des espaces naturels remarquables et leur biodiversité associée.
Dans ce cadre, la commune fait partie d'un espace protégé : le parc naturel régional des Caps et Marais d'Opale, d’une superficie de 132 499 hectares réparties sur 154 communes, géré par le syndicat mixte d'aménagement et de gestion du parc naturel régional des Caps et Marais d'Opale.

#### Zones naturelles d'intérêt écologique, faunistique et floristique
L’inventaire des zones naturelles d'intérêt écologique, faunistique et floristique (ZNIEFF) a pour objectif de réaliser une couverture des zones les plus intéressantes sur le plan écologique, essentiellement dans la perspective d’améliorer la connaissance du patrimoine naturel national et de fournir aux différents décideurs un outil d’aide à la prise en compte de l’environnement dans l’aménagement du territoire.
Le territoire communal comprend une ZNIEFF de type 1 : le réservoir biologique de l’Aa. Cette ZNIEFF doit être considéré comme étant un milieu pépinière à l’échelle de l’hydrosystème Aa rivière.
et une ZNIEFF de type 2 : la vallée du Bléquin et les vallées sèches adjacentes au ruisseau d’Acquin. Cette ZNIEFF se situe sur les marges septentrionales du Haut-Pays d’Artois, en bordure des cuestas du Boulonnais et du pays de Licques.

Carte des ZNIEFF de type 1 et 2 sur la commune
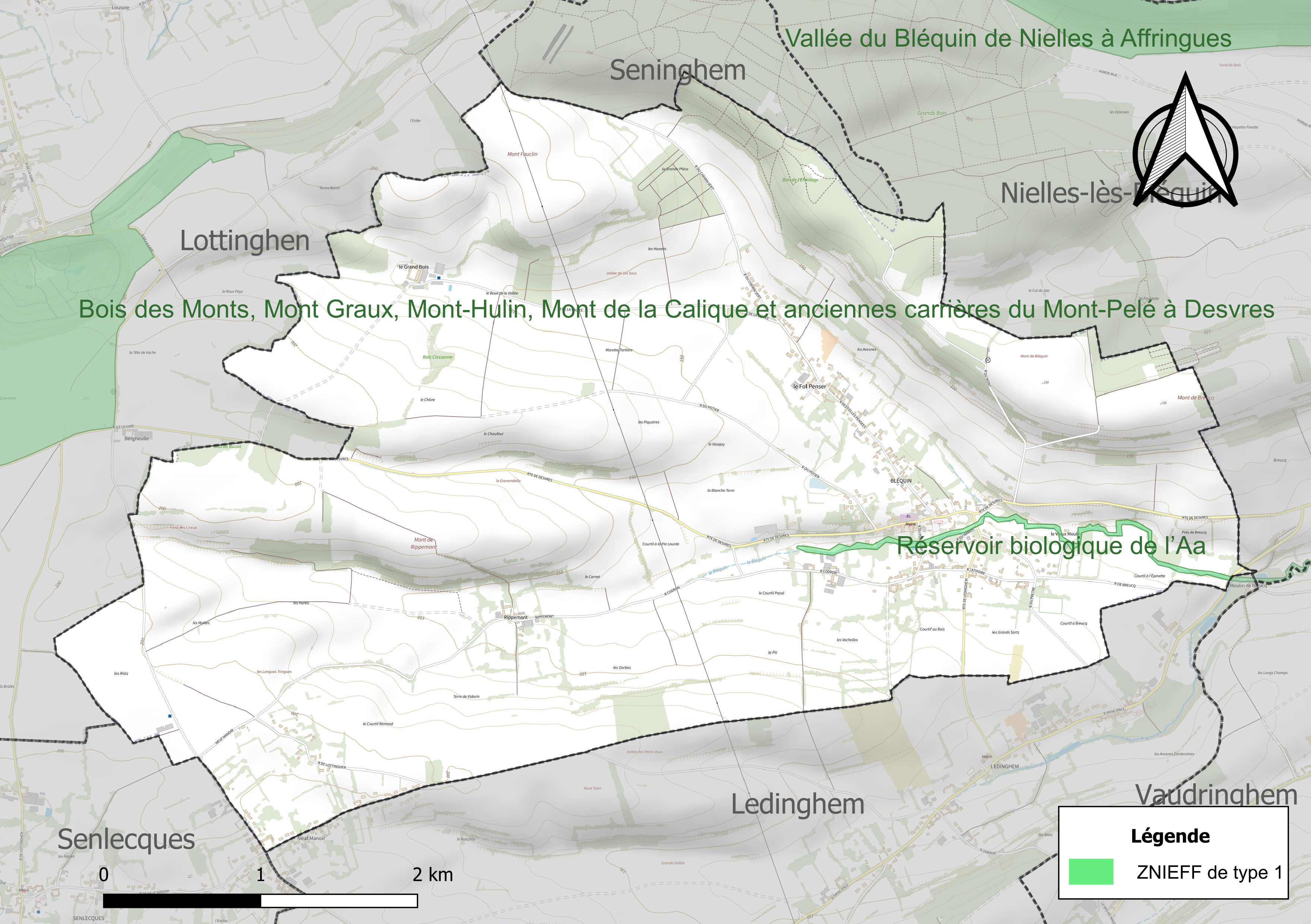
Carte de la ZNIEFF de type 1 sur la commune.
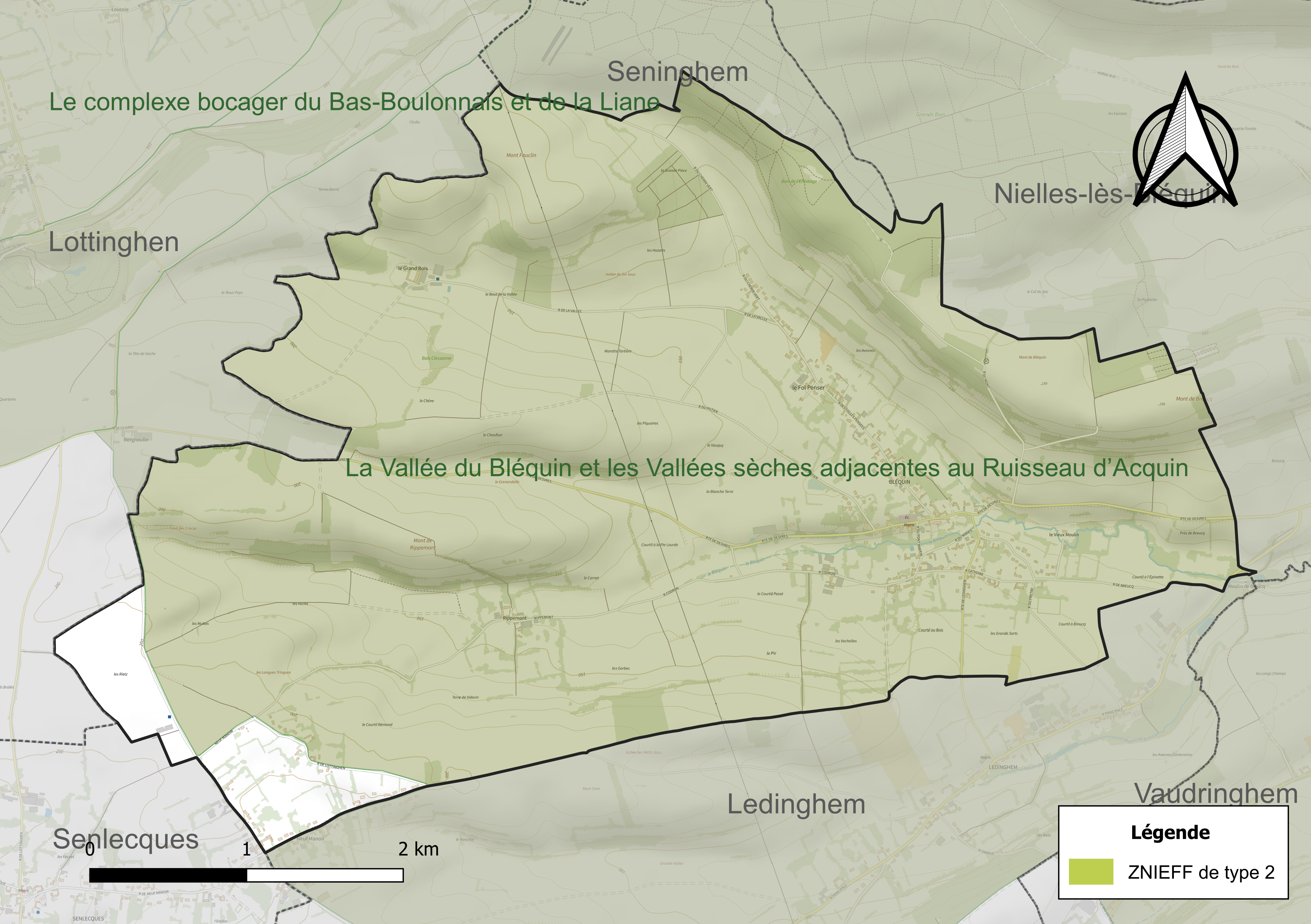
Carte de la ZNIEFF de type 2 sur la commune.

## Urbanisme

### Typologie
Au 1er janvier 2024, Bléquin est catégorisée commune rurale à habitat dispersé, selon la nouvelle grille communale de densité à sept niveaux définie par l'Insee en 2022.
Elle est située hors unité urbaine et hors attraction des villes,.

### Occupation des sols
L'occupation des sols de la commune, telle qu'elle ressort de la base de données européenne d’occupation biophysique des sols Corine Land Cover (CLC), est marquée par l'importance des territoires agricoles (92,7 % en 2018), une proportion identique à celle de 1990 (92,7 %). La répartition détaillée en 2018 est la suivante : 
terres arables (58,2 %), prairies (34,1 %), zones urbanisées (4,4 %), forêts (2,9 %), zones agricoles hétérogènes (0,4 %). L'évolution de l’occupation des sols de la commune et de ses infrastructures peut être observée sur les différentes représentations cartographiques du territoire : la carte de Cassini (XVIIIe siècle), la carte d'état-major (1820-1866) et les cartes ou photos aériennes de l'IGN pour la période actuelle (1950 à aujourd'hui).

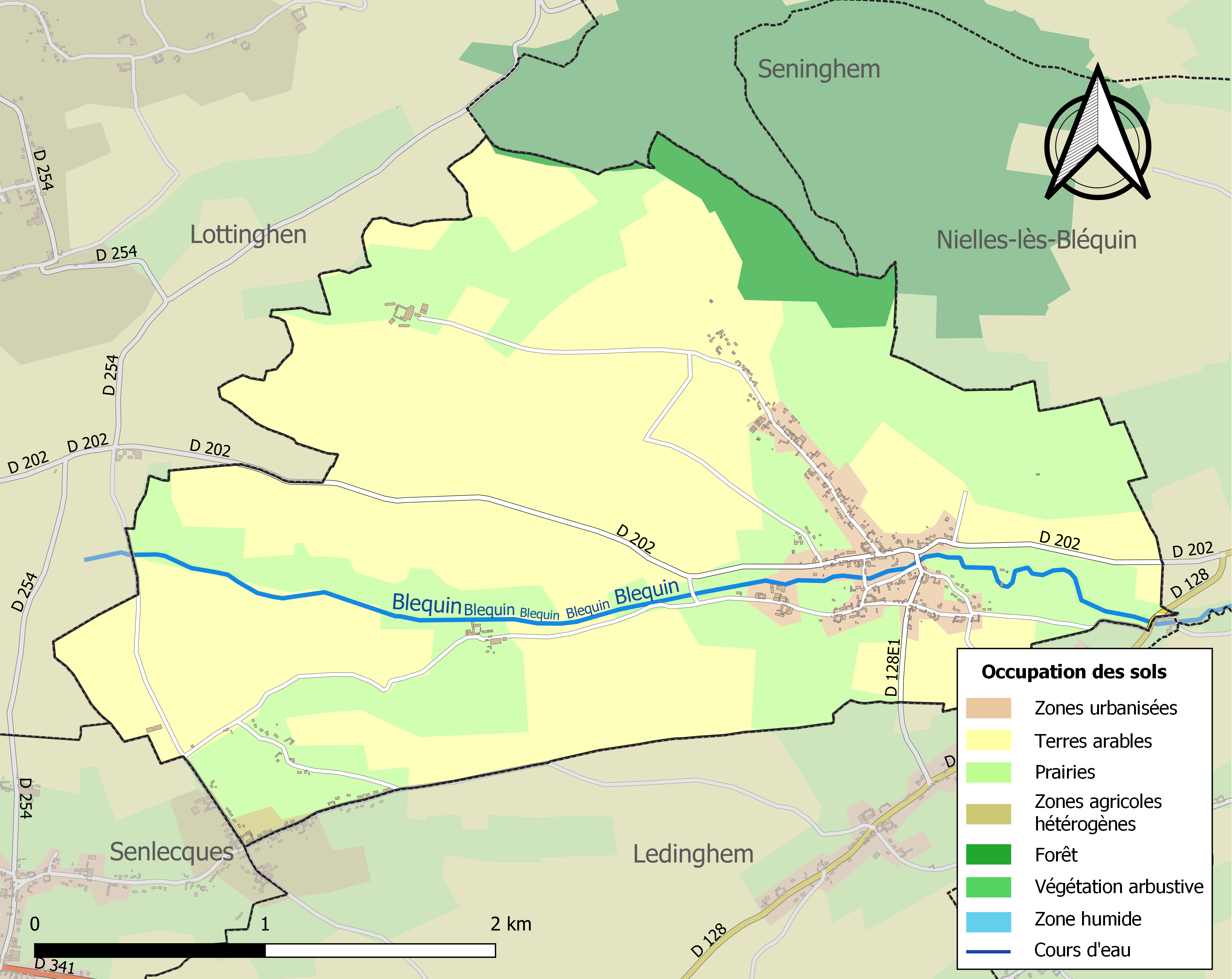
Carte des infrastructures et de l'occupation des sols de la commune en 2018 (CLC).

### Risques naturels et technologiques

#### Risque inondation
À la suite du passage des tempêtes Ciarán, Domingos et Elisa et des inondations et coulées de boue qui se sont produites, la commune est reconnue, par arrêté du 14 novembre 2023, en état de catastrophe naturelle pour inondations et coulées de boue sur la période du 2 au 12 novembre 2023, comme 179 autres communes du département.

## Toponymie
Le nom de la localité est attesté sous les formes Belkin (1206), Bléchin (1248), Belkinium (XIIIe siècle), Blecquin (1239), Béchin (XIVe siècle), Blequin (1793), Bléquin (1801).
Vient de l'anthroponyme germanique Blitekin.
Belken en flamand.

## Politique et administration

### Découpage territorial
La commune de Bléquin est membre  de la communauté de communes du Pays de Lumbres, un établissement public de coopération intercommunale (EPCI) à fiscalité propre dont le siège est à Lumbres. Ce dernier est par ailleurs membre d'autres groupements intercommunaux.
Sur le plan administratif, elle est rattachée à l'Arrondissement de Saint-Omer, au département du Pas-de-Calais, en tant que circonscription administrative de l'État, et à la région Hauts-de-France. 
Sur le plan électoral, elle dépend du canton de Lumbres pour l'élection des conseillers départementaux, depuis le redécoupage cantonal de 2014 entré en vigueur en 2015, et de la sixième circonscription du Pas-de-Calais  pour les élections législatives, depuis le redécoupage électoral de 1986. 

### Liste des maires
| Période                                  | Période                      | Identité       | Étiquette | Qualité                                        |
| ---------------------------------------- | ---------------------------- | -------------- | --------- | ---------------------------------------------- |
| Les données manquantes sont à compléter. |                              |                |           |                                                |
| avant 1988                               | 2001                         | Gérard Payen   | PS        |                                                |
| 2001                                     | 2014                         | Gérard Denquin |           |                                                |
| 2014,                                    | En cours (au 1 février 2022) | Jean Gardin    |           | Ancien employé Réélu pour le mandat 2020-2026, |

## Population et société

### Démographie
Les habitants de la commune sont appelés les Bléquinois.

#### Évolution démographique
L'évolution du nombre d'habitants est connue à travers les recensements de la population effectués dans la commune depuis 1793. Pour les communes de moins de 10 000 habitants, une enquête de recensement portant sur toute la population est réalisée tous les cinq ans, les populations de référence des années intermédiaires étant quant à elles estimées par interpolation ou extrapolation. Pour la commune, le premier recensement exhaustif entrant dans le cadre du nouveau dispositif a été réalisé en 2005.

En 2022, la commune comptait 485 habitants, en évolution de −6,01 % par rapport à 2016 (Pas-de-Calais : −0,72 %, France hors Mayotte : +2,11 %).
| 1793 | 1800 | 1806 | 1821 | 1831 | 1836 | 1841 | 1846 | 1851 |
| ---- | ---- | ---- | ---- | ---- | ---- | ---- | ---- | ---- |
| 565  | 661  | 647  | 604  | 587  | 596  | 583  | 560  | 564  |

| 1856 | 1861 | 1866 | 1872 | 1876 | 1881 | 1886 | 1891 | 1896 |
| ---- | ---- | ---- | ---- | ---- | ---- | ---- | ---- | ---- |
| 530  | 532  | 536  | 557  | 535  | 567  | 500  | 540  | 522  |

| 1901 | 1906 | 1911 | 1921 | 1926 | 1931 | 1936 | 1946 | 1954 |
| ---- | ---- | ---- | ---- | ---- | ---- | ---- | ---- | ---- |
| 502  | 505  | 475  | 423  | 365  | 356  | 390  | 395  | 396  |

| 1962 | 1968 | 1975 | 1982 | 1990 | 1999 | 2005 | 2006 | 2010 |
| ---- | ---- | ---- | ---- | ---- | ---- | ---- | ---- | ---- |
| 429  | 471  | 395  | 363  | 368  | 339  | 338  | 338  | 435  |

| 2015 | 2020 | 2022 | - | - | - | - | - | - |
| ---- | ---- | ---- | - | - | - | - | - | - |
| 510  | 492  | 485  | - | - | - | - | - | - |

#### Pyramide des âges
En 2018, le taux de personnes d'un âge inférieur à 30 ans s'élève à 35,6 %, soit en dessous de la moyenne départementale (36,7 %). De même, le taux de personnes d'âge supérieur à 60 ans est de 21,4 % la même année, alors qu'il est de 24,9 % au niveau départemental.
En 2018, la commune comptait 261 hommes pour 248 femmes, soit un taux de 51,28 % d'hommes, largement supérieur au taux départemental (48,5 %).
Les pyramides des âges de la commune et du département s'établissent comme suit.
| Hommes | Classe d’âge | Femmes |
| ------ | ------------ | ------ |
| 0,8    | 90 ou +      | 0,8    |
| 3,2    | 75-89 ans    | 6,7    |
| 17,1   | 60-74 ans    | 14,2   |
| 16,3   | 45-59 ans    | 16,7   |
| 27,0   | 30-44 ans    | 26,2   |
| 13,5   | 15-29 ans    | 8,8    |
| 22,2   | 0-14 ans     | 26,7   |

| Hommes | Classe d’âge | Femmes |
| ------ | ------------ | ------ |
| 0,5    | 90 ou +      | 1,6    |
| 5,6    | 75-89 ans    | 8,9    |
| 16,7   | 60-74 ans    | 18,1   |
| 20,2   | 45-59 ans    | 19,2   |
| 18,9   | 30-44 ans    | 18,1   |
| 18,2   | 15-29 ans    | 16,2   |
| 19,9   | 0-14 ans     | 17,9   |

## Culture locale et patrimoine

### Lieux et monuments

L'église Saint-Omer.

- L'église Saint-Omer.
- Le monument aux morts[40].

### Héraldique
| Blason de Bléquin | Blason  | D'or à la bande de gueules, au franc-canton de sable. |
| Blason de Bléquin | Détails | Inspiré des armes de la famille de La Tour-Saint-Quentin (olim : Bourgeois), ancien seigneur du village, qui portait « d'or à la bande de gueules, au franc-canton d'azur ». Le statut officiel du blason reste à déterminer. |

## Pour approfondir